# Joachim Peiper
Vous lisez un « bon article » labellisé en 2009.
Pour les articles homonymes, voir Peiper.
Joachim Peiper, né le 30 janvier 1915 à Berlin et officiellement mort le 14 juillet 1976 à Traves en France, est un officier supérieur de la division blindée 1re division SS Leibstandarte Adolf Hitler.
Obersturmbannführer lors de l'offensive des Ardennes en décembre 1944, il est condamné à mort pour crime de guerre par le tribunal militaire américain de Dachau en 1946, essentiellement pour le massacre de Baugnez, près de Malmedy, commis par le Kampfgruppe dont il avait le commandement. Sa peine est suspendue puis commuée en un emprisonnement de trente-cinq ans. Libéré en décembre 1956, il se retire en France en 1972 et trouve la mort en 1976 lors de l'incendie criminel de sa maison.

## Premières années et entourage familial
Joachim Peiper voit le jour au sein d'une famille bourgeoise originaire de Silésie comptant deux autres fils, Hans-Hasso et Horst.
Son père, Woldemar, suit une carrière d’officier dans l'armée impériale allemande. En 1904 il fait partie d’un corps expéditionnaire en Afrique d’où il revient avec la croix militaire, la malaria et plusieurs blessures qui entraînent une invalidité permanente. En 1909 il épouse Charlotte Marie Schwartz, issue de la classe moyenne berlinoise. Le couple s’installe à Berlin. Au début de la Première Guerre mondiale, il reprend du service en tant que capitaine et est affecté dans l'empire ottoman. En septembre 1915 des problèmes cardiaques, conséquence de sa malaria, interrompent sa carrière militaire.
Lors des troubles qui suivent la fin de la guerre, Woldemar Peiper s’engage dans les corps francs et participe aux combats de Silésie. Pour Jens Westemeier, historien de formation et colonel de réserve de la Bundeswehr, il est clair que Woldemar Peiper est au moins un sympathisant du courant de la droite politique au sein de l’armée.
Le frère aîné de Joachim, Hans-Hasso, vraisemblablement homosexuel, commet une tentative de suicide qui le laisse dans un état végétatif ; il meurt officiellement de tuberculose dans un hôpital berlinois en mai 1942, mais il n’est pas exclu qu’il ait été victime de la politique nazie d’eugénisme.
Jusqu'en 1933 Joachim Peiper suit une scolarité normale. En 1926, il rejoint son autre frère, Horst, dans le mouvement scout. C’est à cette époque qu’il développe le désir d’embrasser une carrière militaire.

## Carrière dans la SS

### Adhésion au national socialisme
Joachim Peiper fête son 18e anniversaire le jour de la nomination d’Adolf Hitler au poste de Chancelier. Dès le printemps 1933 il rejoint la Hitlerjugend avec son frère Horst.

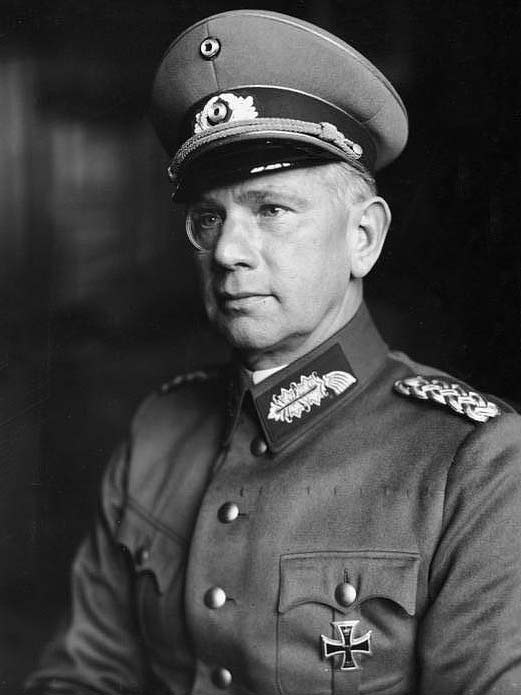
Walther von Reichenau en 1934.

En octobre 1933 il s’engage dans la SS, organisation de 53 000 membres, en s’affiliant à la Reiter-SS. Bien plus tard, il justifie cette affiliation par son désir de faire carrière dans l’armée et les conseils prodigués par le général Walter von Reichenau, qui aurait fait valoir que cette affiliation était de nature à faciliter son incorporation dans une unité de cavalerie de l’armée régulière. Selon Jens Westemeier, cette version ne résiste pas à l’examen. En effet, à l’époque, la Reichswehr se voulait toujours apolitique et toute adhésion à une organisation politique constituait une barrière à une incorporation en son sein : il semblerait donc que cette adhésion à la SS fut le reflet d’un engagement politique personnel.
Le 23 janvier 1934, il est membre de la SS avec le no 132 ; il appartient donc déjà à la SS avant que Hitler ne l’élève au rang d’organisation indépendante au sein du NSDAP en raison des services rendus, particulièrement lors de la nuit des Longs Couteaux.
En septembre 1934, à l’occasion du congrès du parti, il est promu au rang de Sturmmann. C’est vraisemblablement de cette époque que datent ses premiers contacts avec Heinrich Himmler, qui l’incite à poursuivre une carrière d’officier supérieur au sein de la SS ; dans un curriculum vitæ de 1935, il écrit « suite à un encouragement personnel du Reichsführer-SS Himmler, j’ai décidé de tenter de faire carrière en tant qu’officier supérieur au sein de la SS ». Quelques mois plus tard, il quitte le lycée avant même d’avoir terminé ses études secondaires. Dès janvier 1935, appartenant au personnel permanent, il est appointé de la SS puis envoyé à Jüterbog pour suivre les cours destinés à former les chefs de la division SS Adolf Hitler. Il semble qu’il doive aux interventions personnelles de Himmler et de Sepp Dietrich d’avoir pu intégrer ce cours qui avait débuté en novembre 1934. Au terme de cette formation, il est promu au grade d’Unterscharführer,.

### Premières années dans la SS
À dater du 24 avril 1935, Peiper participe à la première session de cours de la nouvelle Junkerschule (école d'officiers SS) de Braunschweig, placée sous le commandement de Paul Hausser. Selon Peiper, l’objectif des Junkerschule est de former des officiers pour l’armée et non des officiers pour la SS ou le SD. Ces écoles dispensent une formation militaire et une substantielle formation idéologique. Elles contribuent à former les cadres des futures unités combattantes de la Waffen-SS mais aussi des camps de concentration nazis : fin 1938, 20 % des 138 hommes qui ont suivi la même session de cours que Peiper sont incorporés dans les unités de SS-Totenkopfverbände.
Après avoir prêté le serment SS d’allégeance à Hitler en novembre 1935, Peiper achève sa formation à la Junkerschule en janvier 1936. En février et mars de la même année, il suit un autre cours dans l’enceinte du camp de concentration de Dachau. Le camp, gardé par des hommes portant le même uniforme que Peiper et ses compagnons, est adjacent aux baraquements occupés par ceux-ci, de sorte qu’il est impossible d'en ignorer l'existence.
Le 20 avril 1936, à l'âge de 21 ans, il est promu au grade d’Untersturmführer. Après un bref congé, il commence son service dans la division SS Adolf Hitler, sous le commandement de Sepp Dietrich, division aux activités de laquelle il participe jusqu'à la fin du mois de juin 1938.

### Aide de camp de Himmler

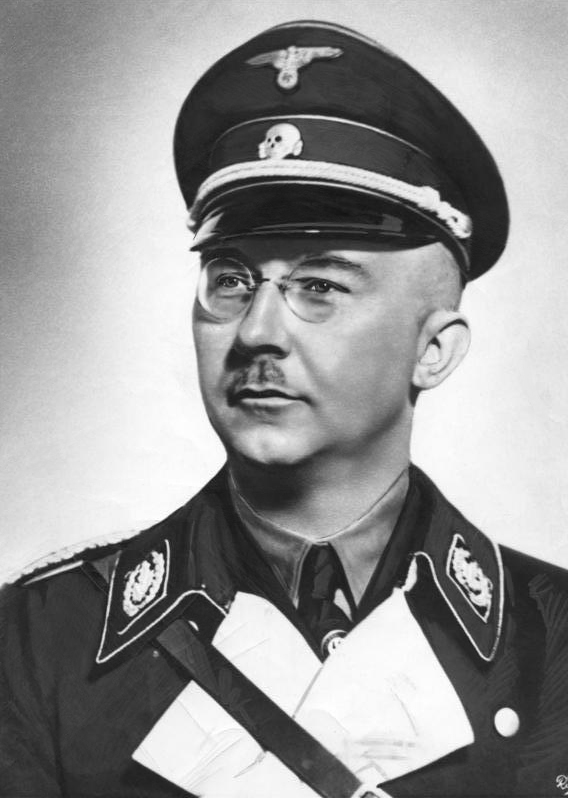
Heinrich Himmler.

Le 4 juillet 1938, Peiper est détaché à l’état-major du Reichsführer-SS Heinrich Himmler en tant qu’Adjutant,, un passage que Himmler estime nécessaire dans la carrière d'un officier prometteur. À cette époque, cet état-major est dirigé par Karl Wolff. Il s’agit d’un poste important : en tant qu’aide de camp, Peiper travaille dans l’antichambre de Himmler au siège de la SS, à la Prinz-Albrecht-Strasse. Reinhard Heydrich occupe un bureau à l’étage au-dessus et Rudolf Brandt travaille dans le même service. Bien qu’après la guerre, certains, dont Karl Wolff, s’efforcent de minimiser le rôle des aides de camp de Himmler, il semble que celui-ci est loin d’être négligeable : plus ils restent en service auprès de Himmler, plus leur influence s’accroît ; les procès de Karl Wolff et Werner Grothmann apportent après la guerre la preuve de leur implication dans l’extermination des Juifs d'Europe.
Affecté à l’état-major du SS-Reichsführer, Peiper se hisse dans les premiers cercles du pouvoir ; il devient un des favoris de Himmler qu’en retour il admire. Il n’est donc pas étonnant qu’il fasse partie de l’entourage du chef des SS lorsque ce dernier effectue une visite d’État en Italie.

#### Mariage et autres événements familiaux
Peiper est promu au grade d’Obersturmführer le jour de son 24e anniversaire. C’est à ce moment qu’il fait la rencontre de Sigurd (Sigi) Hinrichsen, qui travaille comme secrétaire à l'état-major de Himmler. On connaît peu de choses sur les origines familiales de la jeune femme, mais ses deux frères sont membres de la SS ; l’aîné disparaît dans le naufrage du Bismarck. Sigurd est une amie proche d’une autre secrétaire de l’état-major, Hedwig Potthast, maîtresse de Himmler.
Le 26 juin 1939, Peiper épouse Sigurd Hinrichsen au cours d’une cérémonie conforme à la symbolique SS et le couple s’établit à Berlin. Après les premiers raids aériens sur la ville, Sigurd Peiper déménage à Rottach en Haute-Bavière, à proximité de la maison de campagne de Himmler et de plusieurs proches. Trois enfants naissent du mariage : Heinrich, Elke et Silke.[réf. nécessaire]
Au cours de cette période, le second frère de Peiper, Horst, rejoint lui aussi les rangs de la SS où il atteint le grade de Hauptsturmführer ; il participe à la campagne de France au sein de la division SS-Totenkopf avant d’être transféré en Pologne, où il meurt le 11 juin 1941 dans un accident dont les causes sont inconnues. Selon des rumeurs, il aurait été forcé au suicide par des membres de son unité en raison de son homosexualité.

#### La campagne de Pologne et ses suites
Le 1er septembre 1939, l’Allemagne envahit la Pologne, ce qui marque le début de la Seconde Guerre mondiale. Conformément à ses fonctions, Peiper suit cette campagne dans l’entourage direct de Himmler, voyageant à bord du train de ce dernier, où se trouve également Joachim von Ribbentrop, ministre des Affaires étrangères du Reich. Durant l'invasion, il est très proche de Himmler et rien de ce que ce dernier fait ou décide ne lui échappe. Ainsi, le 20 septembre, il est à Blomberg lorsqu’une vingtaine de Polonais sont fusillés en présence de Himmler.

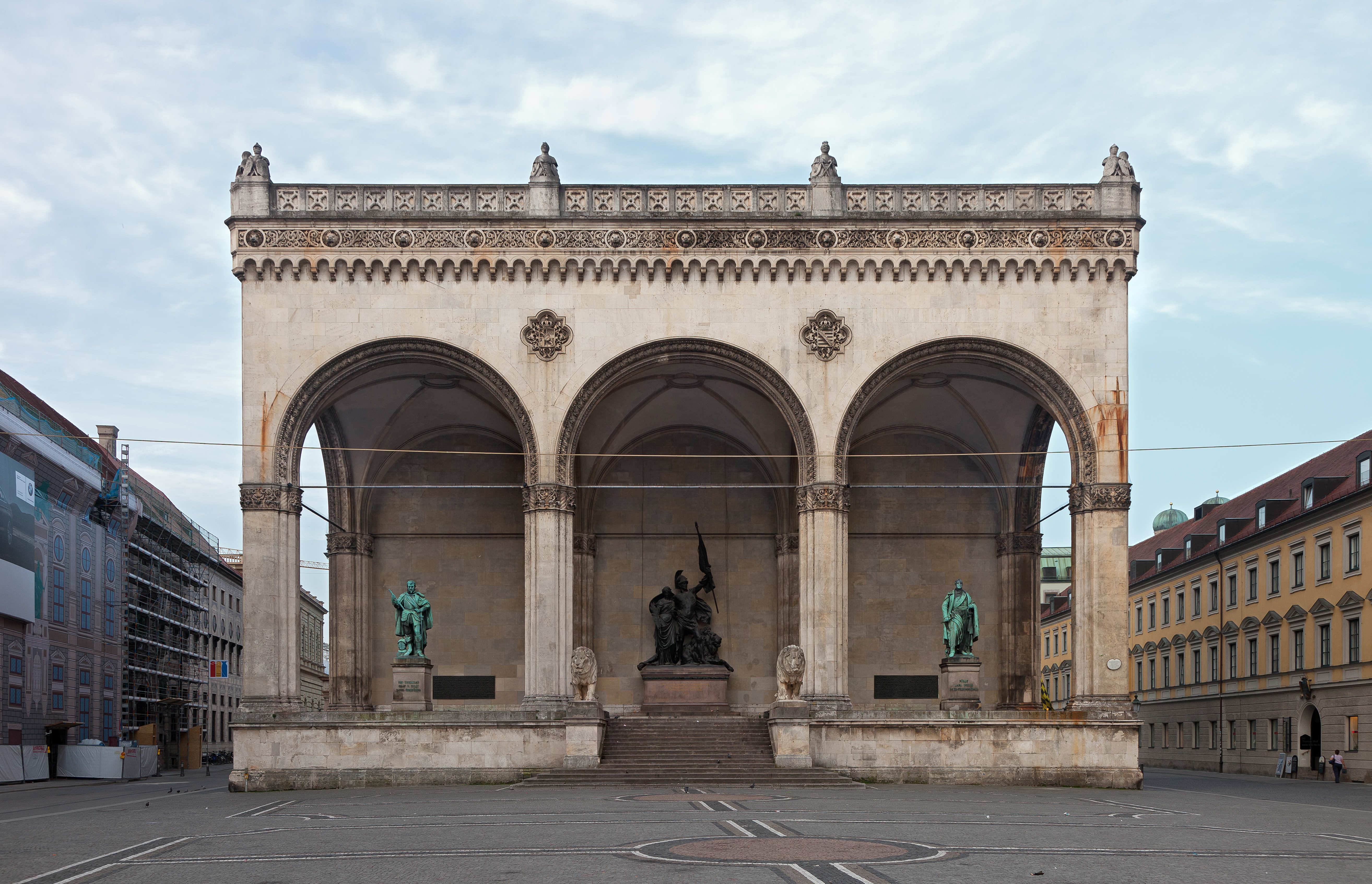
La Feldherrnhalle.

Une fois la Pologne vaincue, il reste aux côtés de Himmler et, s'il ne participe pas à la prise de décision, il est parfaitement tenu au courant des décisions prises par Himmler et son entourage en ce qui concerne le sort à réserver à ce pays. Il continue à accompagner Himmler dans ses déplacements, participant notamment aux cérémonies commémoratives du 9 novembre à la Feldherrnhalle à Munich. Le 13 décembre 1939, à Posen, il assiste en compagnie de Himmler au gazage des pensionnaires d’un établissement psychiatrique et aurait rédigé, selon Westemeier, un bref rapport sur l'événement, disparu par la suite. Trente ans plus tard, il fera sur ce gazage une déclaration froidement technocratique qui, d’une part, invalide une fois pour toutes la légende du « simple combattant au front » et, d’autre part, est révélatrice de son état d’esprit.

#### La campagne de France

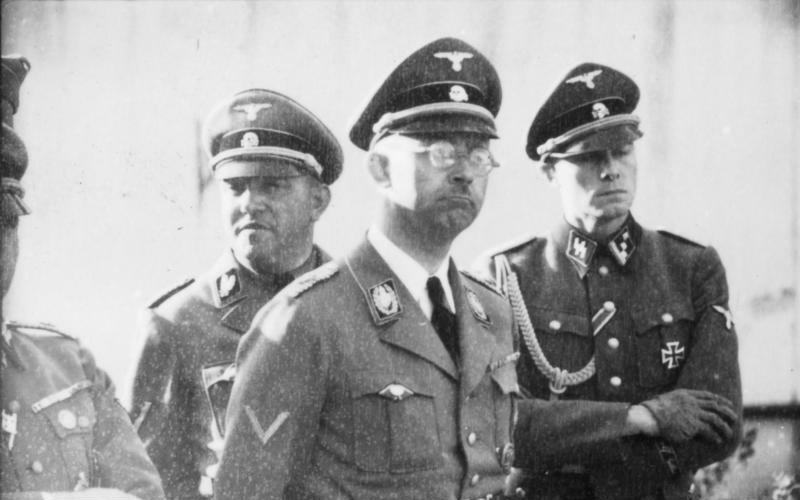
Sepp Dietrich (à gauche) derrière Himmler (au centre), Peiper (à droite) à Metz en septembre 1940.

Le 17 mai 1940, comme lors de la campagne de Pologne, il accompagne Himmler qui suit l’avance des troupes SS lors de la bataille de France. À Hasselt, il obtient l'accord de Himmler pour se joindre à une unité combattante. Affecté comme chef d’escouade à la 11e compagnie de la 1re division SS Leibstandarte Adolf Hitler, il reçoit son baptême du feu. Il a très rapidement l’occasion d’exercer le commandement de cette compagnie, à la tête de laquelle il est décoré la croix de fer et prômu au grade de Hauptsturmführer, grâce à la prise d'une batterie d'artillerie anglaise installée sur les collines de Wattenberg,.
Toutefois, dès le 21 juin 1940, Peiper, en dépit de ces succès, est rappelé à son poste auprès de Himmler. La bataille de France lui a néanmoins permis de s’affirmer comme chef militaire.
Le 10 juillet, il accompagne Himmler au Berghof, la résidence de campagne de Hitler où les dirigeants du Reich s’interrogent sur la suite à donner à la guerre, la résistance du Royaume-Uni contrariant leurs plans.

#### Retour à l’état-major de Himmler
À son retour au sein de l’état-major de Himmler, Peiper reprend ses fonctions. En octobre 1940, il accompagne son chef à Madrid où il doit rencontrer Franco. Après un passage à Metz, où Himmler informe sans détour les chefs de la division SS Adolf Hitler des massacres commis en Pologne, ils s’arrêtent à Dax où Himmler rencontre le commandant de la division SS Totenkopf, Theodor Eicke. C’est après le retour de ce voyage, le 14 novembre 1940 que Peiper est nommé au poste de premier aide de camp de Himmler.

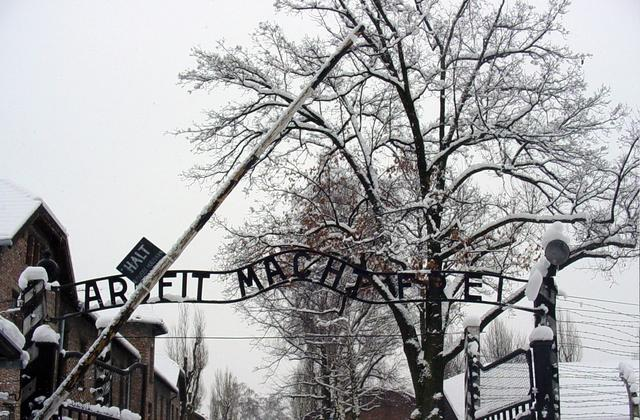
Entrée d'Auschwitz avec l'inscription Arbeit macht frei (« le travail rend libre »).

Au début de l’année suivante, Himmler inspecte les camps de concentration nazis, accompagné de Peiper, alors son premier aide de camp. Le 14 janvier 1941, ils visitent Ravensbrück, puis, le 21, Dachau. En mars 1941, ils se rendent à Auschwitz, où Peiper rencontre une vieille connaissance, Rudolf Höß, commandant du camp. À ce moment, l’idée de la solution finale est en train de se former et il semble peu vraisemblable qu’en sa qualité de premier aide de camp de Himmler, Peiper n’en ait pas été informé. À l’appui de cette thèse, on peut rappeler qu’il fut démontré au cours d’un procès tenu au milieu des années 1960 que Werner Grothmann, successeur de Peiper au poste de premier aide de camp de Himmler, n’avait rien ignoré des détails du génocide. L’adhésion de Peiper à ce projet criminel trouve peut-être un début d’explication dans une lettre de son épouse à Hedwig Potthast, la maîtresse de Himmler : « Vous savez combien il aime, adore et admire KH ». En l’occurrence, KH était un acronyme pour « König Heinrich » (le roi Heinrich), ce qui illustre le degré de familiarité de Sigurd Peiper avec le cercle des intimes de Himmler.
C’est en février 1941 que Himmler informe son subordonné de l’imminence d’une attaque contre l’Union soviétique. Les mois qui suivent sont consacrés à préparer la SS à cette guerre. Himmler et son entourage voyagent en Norvège, en Autriche, en Pologne et, dans le cadre de la guerre dans les Balkans, en Grèce. Ces déplacements incluent également une visite du ghetto de Łódź dont près de trente années plus tard, Peiper peut encore donner une description : « C’était une image macabre : nous vîmes comment les policiers juifs du ghetto, qui portaient des chapeaux dépourvus de bords et étaient armés de cannes en bois, nous ouvrirent un passage sans faire preuve d’égards. Les Juifs les plus âgés accueillirent Himmler avec un bouquet de fleurs ». Pour Westemeier, cet épisode est typique de la mémoire des responsables du génocide, en ce sens qu’il montre que Peiper était parfaitement à même de se rappeler les détails relatifs au processus criminel en cours tout en n’oubliant pas les anecdotes censées prouver que les Juifs eux-mêmes frappaient d’autres Juifs, ce qui, par comparaison, était censé réduire sa propre culpabilité. Un élément typique des mémoires de nombreux exécutants est qu’ils se remémorent tout élément de nature à relativiser leur propre culpabilité alors que la description de nombreux crimes est passée sous silence.
Le 22 juin 1941 marque le début de l’opération Barbarossa. Dès juillet, de mauvaises nouvelles parviennent à l’état-major de Himmler. Mal entraînées et commandées, certaines unités SS se sont débandées face à l’ennemi. Himmler se précipite à Stettin pour redresser la situation. Il saisit aussi l’occasion pour évoquer la guerre idéologique contre les « sous-hommes », un concept déjà bien connu de Peiper.
Mais pour Himmler, la guerre se passe essentiellement sur les arrières du front où ses unités se chargent de liquider les Juifs et les partisans. Parmi les tâches qu’implique la fonction de premier aide de camp figure notamment la présentation des statistiques fournies par les Einsatzgruppen concernant les exécutions opérées à l’Est.
Pendant les premiers mois de la guerre en Russie, les fonctions de Peiper aux côtés de Himmler vont progressivement prendre fin. Il va passer la main à son successeur Grothmann et bientôt prendre le commandement d’une unité opérationnelle. Ce changement d'affectation ne l’empêche nullement de rester en contact étroit avec Himmler qu’il rencontre par la suite à de multiples reprises. Ses excellentes relations avec lui, qui l’appelait « mon cher Jochen » dans ses lettres, se maintiennent jusqu’à la fin de la guerre.
Néanmoins, contrairement à ce qui s’était produit en mai 1940, cette fois, ce n’est pas Peiper lui-même qui a sollicité son transfert vers une unité combattante. Il semble au contraire que Himmler ait souhaité mettre son protégé à l’abri d'intrigues de cour au sein de son entourage. En effet, des rumeurs entourent la mort du frère de Peiper, Horst, soupçonné d’homosexualité. En outre, lors de son engagement dans la SS, Peiper aurait dissimulé des informations concernant la schizophrénie de son frère Hans Hasso, qui conduiront ce dernier à une tentative de suicide.

### Carrière dans la Waffen-SS
Les informations relatives à la date exacte du transfert de Peiper à la 1re division SS Leibstandarte Adolf Hitler (LSSAH) ne sont pas très précises. Il semble toutefois que toute date antérieure à octobre 1941 doive être écartée. En effet, jusqu’à la mi-septembre 1941, on trouve encore dans l’agenda de Himmler des inscriptions de la main de Peiper ; il n’est toutefois pas exclu que Peiper ait pu être dépêché de temps à autre auprès de la LSSAH en tant qu’observateur du Reichsführer.

#### Sur le front russe
À son retour à la Leibstandarte Adolf Hitler, déployée sur le front sud en direction de la Mer Noire, Peiper passe quelques jours au sein de l’état-major. Mais la blessure au combat du chef d'unité lui donne au bout de quelques jours l’opportunité de prendre le commandement de la 11e compagnie qu’il avait déjà commandée en France.
Avec sa compagnie, Peiper participe aux assauts contre Mariupol et Rostov-sur-le-Don ; sa combativité n'empêche pas son unité d'enregistrer de lourdes pertes. En outre, les premiers massacres de prisonniers préfigurent la nature de la guerre à l’Est.

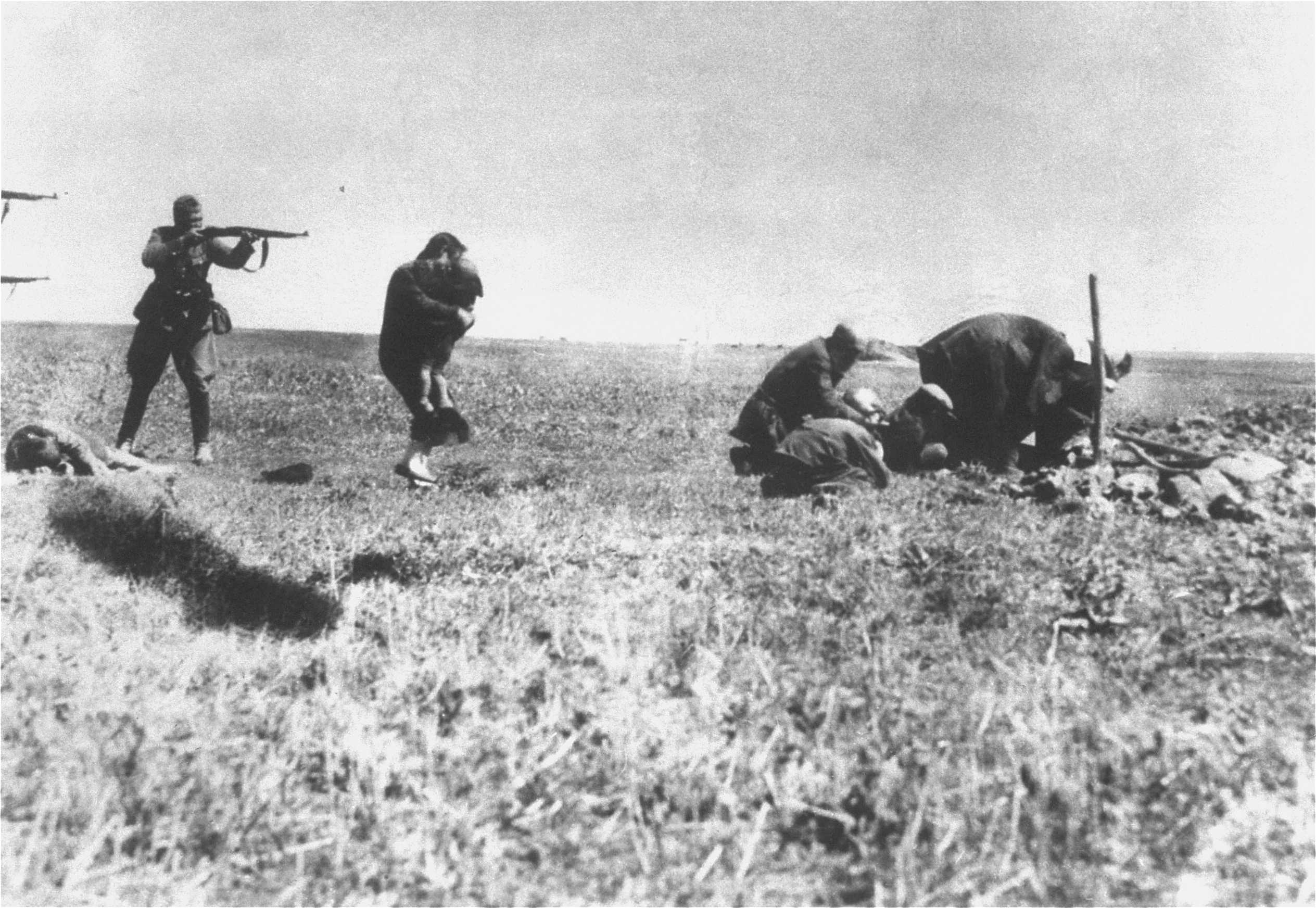
Meurtres par des membres d'un Einsatzgruppe près d'Ivangorod (Ukraine) en 1942.

Durant toute sa progression, la Leibstandarte est suivie de près par le Einsatzgruppe D qui, sur les arrières de la division, organise l'extermination des Juifs. L’Einsatzgruppe poursuit ses opérations même lorsque l’hiver met un terme momentané aux opérations militaires. La LSSAH et l’Einsatzgruppe partagent les mêmes quartiers d’hiver à Taganrog sur la Mer d’Azov et, à l’occasion, des éléments de la division prêtent assistance à l’Einsatzgruppe D dans l’accomplissement de ses crimes.
En mai, Peiper est informé de la mort de son frère Hans Hasso, probablement euthanasié dans le cadre de la politique d’eugénisme nazie. Début juin, la division SS Adolf Hitler est relevée du front et envoyée au repos en France.
Lors de son retour, Peiper fait un détour par le quartier général de Himmler, qu’il rencontre le 1er juin 1942 ; la journée se prolonge par un dîner auquel participent également Rudolf Brandt, le secrétaire de Himmler, et Heinz Lammerding, à l’époque membre de l’état-major de la division SS Totenkopf. Il est vraisemblable que le sujet principal des conversations est l'attentat dont vient d’être victime Reinhard Heydrich mort quelques jours plus tard des suites de ses blessures. Peiper rencontre encore Himmler en juillet 1942 et ne rejoint pas son bataillon avant août.
Pendant son séjour en France, la division SS Adolf Hitler est réorganisée pour devenir une division de Panzergrenadier, ce qui implique une redéfinition des rôles au sein de la division : pour Peiper, cela se traduit par une promotion au rang de chef du 3e bataillon. Il utilise son séjour en France pour tenter de créer un esprit de corps dans son bataillon, en s’entourant de jeunes officiers tout aussi fanatiquement nazis que lui.

#### Retour sur le front russe
À la fin de l’année 1942, Peiper part en permission dans sa famille. Cette période de repos est aussi l’occasion de se retrouver pendant deux jours en compagnie de Himmler. Le 30 janvier 1943, il est promu SS-Obersturmbannführer,.
Pendant ce temps, la situation sur le front de l’Est, notamment à Stalingrad, s’est dégradée, ce qui motive le retour de la division SS Adolf Hitler (LSSAH) sur le front. Le bataillon de Peiper quitte ses quartiers en France le 31 janvier 1943 et arrive dans la région de Lyubotin, près de Kharkov, où il est immédiatement envoyé sur le front, participant avec sa division à une bataille défensive. Près de Kharkov, le 3e bataillon perce les lignes soviétiques pour dégager la 320e division d’infanterie encerclée avec 1 500 blessés et assure aux ambulances un chemin de repli jusqu'aux lignes allemandes. Le mois suivant, les têtes de pont qu'il réussit à former permettent à la Wehrmacht d'attaquer Kharkov : Peiper perce le front ennemi pour s'emparer de Bielgorod.[réf. nécessaire]
Par la suite, les Soviétiques accusent Peiper et ses troupes d'avoir incendié deux villages et massacré leurs habitants. Le bataillon commandé par Peiper, se « distingue » en février 1943 par l'emploi de chalumeaux lors des atrocités perpétrées contre la population civile dans la région de Kharkov. Peiper justifie les incendies en déclarant par la suite : « Nos véhicules avaient l'habitude d'attaquer à pleine vitesse, toutes armes en action. Comme les maisons russes étaient coiffées de chaume, il était inévitable qu'elles prennent feu durant la bataille. Il n'était en aucun cas nécessaire que les hommes descendent des véhicules pour mettre le feu aux maisons avec des lance-flammes ». Westemeier note toutefois qu’au sein de la LSSAH, l’incendie de villages est bien mis en relation avec Peiper et ses hommes. Le chalumeau devient même le signe officieux de reconnaissance peint sur les véhicules du bataillon.
C’est à la même époque que le mythe du chef de guerre exceptionnel voit le jour. Ainsi le magazine de la Waffen-SS Das Schwarze Korps décrit comme suit les actions de Peiper à Kharkov : « En préparation de l’attaque contre Kharkov, le SS-Sturmbannführer Peiper a pris de sa propre initiative à deux reprises des têtes de pont qui s’avérèrent d’une importance décisive pour l’avance des forces à l’offensive. […] Néanmoins, le SS-Sturmbannführer Peiper se montra maître de la situation dans toutes ses phases. […] Chaque officier et homme de troupe du Kampfgruppe Peiper avait un sentiment d’absolue sécurité. Il se trouvait là un homme qui pensait pour eux et avait soin d’eux, décidait rapidement et faisait connaître ses ordres avec précision. Bien qu’ils puissent paraître audacieux et peu orthodoxes, ces ordres étaient basés sur une appréciation infaillible de la situation. Chacun sentait le travail intellectuel et la sécurité instinctive qui les sous-tendaient. Certes, la chance du soldat a souri au commandant. Mais la confiance inconditionnelle de ses hommes trouvait toutefois sa source ailleurs, à savoir dans le fait qu’un chef né est aux commandes qui, tout en ayant le plus grand sens des responsabilités pour la vie de chaque homme sous son commandement, est néanmoins capable de faire preuve de dureté si les circonstances l’exigent. Mais dans son chef, les ordres et les mesures prises se conjuguent, non en raison d’une sage réflexion, mais plutôt à cause d’une personnalité dont le cœur, le cerveau et les mains ne font qu’un. » La propagande SS forge ainsi le mythe de l’archétype de guerrier SS dont Peiper bénéficie après la guerre.
Les combats autour de Kharkov sont révélateurs de la façon dont Peiper conduit les opérations : atteindre les objectifs tactiques à tout prix, sans aucune considération pour l’objectif stratégique global et les pertes encourues. En fait, Peiper obéit sans discussion aux ordres et attend de ses hommes qu’ils en fassent de même. Ses « faits d'armes » dans la région de Kharkov lui valent la croix de chevalier de la croix de fer qu’il reçoit en mars 1943.

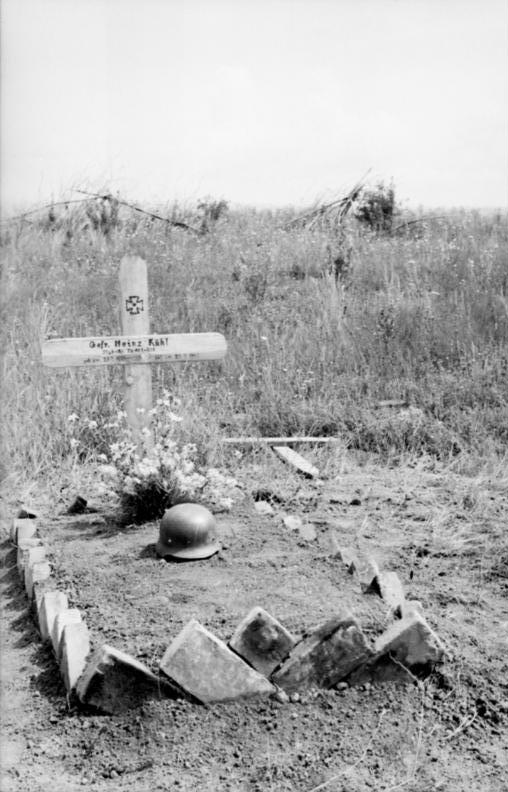
Tombe d'un soldat allemand mort lors de la bataille de Koursk.

La défense de Kharkov ne permet pas au Reich de rétablir la situation stratégique. Quelques mois plus tard, la LSSAH prend part à la bataille de Koursk (opération Citadelle). Une fois encore, l’unité de Peiper se distingue, donnant à la propagande SS l'occasion de magnifier le guerrier SS. L’opération Citadelle n’atteint toutefois pas ses objectifs et est arrêtée à la mi-juillet 1943. La LSSAH est retirée du front le 17 juillet et transférée dans le nord de l’Italie, dans la région de Coni.
À ce moment, en tant que commandant d’une unité d’infanterie blindée, Peiper a atteint un sommet en termes techniques. Par ailleurs, il semble ne pas éprouver le moindre remords pour les crimes de guerre auxquels son unité a participé ou assisté.

#### Opérations en Italie et massacre de Boves
La 1re division SS Adolf Hitler est envoyée en Italie pour deux mois pour participer au désarmement des forces italiennes qui viennent de capituler à la suite du débarquement allié. Le bataillon de Peiper prend ses quartiers début août aux environs de Coni. Le 10 septembre 1943, il est chargé de désarmer des garnisons italiennes à Alexandrie et Asti. Le 19 septembre, Peiper est confronté aux partisans qui capturent deux de ses hommes dans le village de Boves.
Selon Faustino Dolmazzo, l'avocat des partisans italiens, les Allemands mandatent lors de l'arrivée de Peiper à Boves deux Italiens, dont le curé, pour demander la libération des deux sous-officiers, Peiper promettant l'absence de représailles. Après la libération des deux hommes vers 15 heures, « toutes les maisons furent incendiées, [y compris] les maisons isolées, [dans] la localité de Rivoira et l'agglomération de Boves et 22 personnes de sexe masculin furent tuées au moment où elles essayaient de fuir. En général, c'étaient des personnes âgées, des malades, c'est-à-dire des retardataires, parce que la majorité des habitants de Boves, quand ils ont vu arriver les Allemands, s'étaient enfuis ». Les deux émissaires sont « conduits à travers Boves pour qu'ils assistent à l'incendie des habitations et ensuite furent tués dans une cave […]. Leur corps ont été retrouvés là, le lendemain, mais non reconnaissables parce qu'ils avaient été carbonisés, c'est-à-dire qu'il y eut une tentative de la part des SS de maquiller le meurtre de ces émissaires […] en rendant méconnaissables les cadavres. Ils ont cependant pu être identifiés : don Bernardi à cause des prothèses dentaires que lui avait faites quelque temps auparavant le médecin de Boves, aux clés de la sacristie qui étaient dans sa poche. Ces cadavres étaient réduits à presque soixante centimètres ».
Selon le récit de Joachim Peiper, son unité n'aurait commis aucun massacre de civils. Envoyée à la recherche de deux sous-officiers capturés par les partisans et emmenés dans les monts Bisalta qui entourent la cité de Boves, où les résistants sont particulièrement actifs, une section de son unité serait tombée dans une embuscade. En venant au secours de celle-ci, Peiper et ses hommes auraient été accueillis par des tirs nourris, à la suite desquels Peiper aurait ordonné à l'artillerie mobile d'ouvrir le feu, ce qui aurait déclenché des incendies. La section d'artillerie mobile serait restée ensuite à Boves pour détruire les armes et munitions qui s'y trouvaient encore.
Pour les historiens de métier, spécialistes reconnus de la matière, la conclusion est claire. Selon Steffen Prausser « le 19 septembre 1943, le premier massacre de civils, qui coûta la vie à 23 personnes à Boves dans le Piémont, montre déjà la brutalité et la disproportion avec lesquelles certaines unités, dites unités d'élite, réagirent à des pertes minimes », analyse argumentée partagée par Lutz Klinkhammer, pour qui « le massacre de Boves est l'archétype des crimes de guerre commis en Italie » et par Jean-Luc Leleu, qui mentionne également le massacre de Boves au nombre des crimes de guerre commis par des unités de la Waffen-SS.
À la même époque, les Juifs de la région sont arrêtés en vue d’être déportés vers les camps d’extermination. Simon Wiesenthal a accusé Peiper d’avoir apporté son aide à la mise en place de la solution finale pour les Juifs de l’Italie du Nord. Jusqu’à sa mort, Peiper repousse cette accusation et accuse Wiesenthal d’avoir réduit à néant son retour à la vie civile. Ainsi, il explique avoir fait relâcher de sa propre autorité un groupe de Juifs d’un camp de concentration géré par des Italiens, non par sympathie envers les Juifs, mais parce que leur chef, un rabbin, était Berlinois comme lui. Cette histoire émane de Peiper lui-même et aucune source indépendante ne permet de la corroborer. Au contraire, les sources disponibles montrent que parmi les familles juives arrêtées dans la région de Coni, une était originaire de Berlin. Comme les autres, elle fut transférée à Drancy avant d’être expédiée à Auschwitz où ses membres furent gazés comme la plupart des Juifs arrêtés dans la région de Coni.
Nonobstant les dénégations des anciens de la division SS Adolf Hitler ou leurs pertes de mémoire, le fait est que de nombreuses arrestations de Juifs eurent lieu dans le secteur dans lequel ils étaient stationnés au cours de la fin de l’été et du début de l’automne 1943. Pour Westemeier, il semble difficile de croire que ces hommes aient pu ignorer complètement ce qui se passait.
Vers la fin du séjour, la division est à nouveau réorganisée : un régiment de chars doté de près de 200 Panther et Panzer IV est créé. La situation militaire sur le front de l’Est s'aggrave et la LSSAH y est de nouveau dépêchée.

#### Dernier séjour sur le front russe
Début novembre 1943, l’unité de Peiper arrive sur le front russe où elle participe aux combats dans le secteur de Jitomir. Le 20 novembre, Georg Schönberger (en), est tué au combat et Peiper prend sa place à la tête du 1er régiment de panzer SS, qu'il commande jusqu’à la fin du conflit. Il est alors âgé de 28 ans. Sous son commandement, le régiment multiplie les affrontements de nuit contre les Soviétiques durant l'hiver. Son unité blindée joue un rôle essentiel dans le ralentissement de l'offensive soviétique dans le secteur de Jitomir : Peiper mène des opérations de retardement en pénétrant à l'arrière des lignes ennemies pour investir quatre états-majors de division. Ces combats lui valent la croix de chevalier de la croix de fer avec feuilles de chêne en janvier 1944.

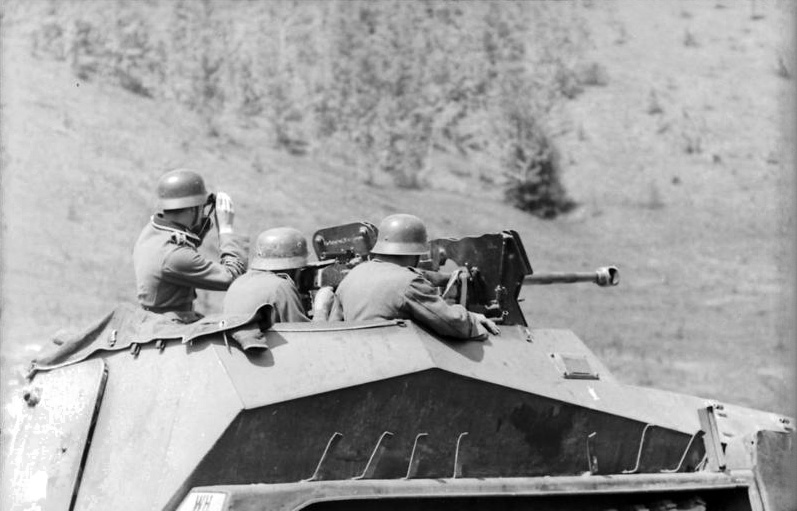
Détail d'un SdKfz 250/11 de la division Großdeutschland (URSS, septembre 1943).

Toutefois, son style de commandement, efficace avec des fantassins montés sur des véhicules de transport blindés de type SdKfz 250 ou 251, atteint ici ses limites. Des attaques effectuées sans tenir compte de la situation tactique entraînent de lourdes pertes en hommes et matériel, dont Peiper ne semble vouloir tenir aucun compte. À ce rythme, au bout d’un mois de combats, la force opérationnelle du 1er régiment de panzer est réduite à douze chars en état de marche. Ceci ne fait que renforcer le ressentiment qu’éprouvent à son égard certains officiers qui s'estiment injustement privés du commandement du régiment de panzers. Par ailleurs, son unité continue de se distinguer par des exactions brutales : les 5 et 6 décembre 1943, elle tue 2 280 soldats russes et fait seulement trois prisonniers.
Le 20 janvier 1944, Peiper, retiré du front, rejoint directement le quartier général d'Hitler qui lui remet en personne la croix de chevalier de la croix de fer avec feuilles de chêne. Il met également à profit son retour en Allemagne pour revoir Himmler.
Il est cependant éprouvé physiquement et moralement. Un examen médical effectué par les médecins SS à Dachau aboutit à la conclusion qu’il a besoin de repos. Il rejoint dès lors son épouse en Bavière.
En mars 1944, la division SS Adolf Hitler est retirée du front russe. Le transfert de toutes ses unités vers Hasselt, dans le Nord de la Belgique, ne s’achève que le 24 mai. Peiper ne rejoint pas son unité avant le mois d’avril 1944. Les combats en Union soviétique ont provoqué des pertes énormes, tant en matériel qu’en hommes. Les nouvelles recrues appelées en remplacement n’ont plus rien à voir avec les volontaires d’avant-guerre, sélectionnés sur des critères raciaux et politiquement fanatiques. C’est dans ce contexte que se place un nouvel incident révélateur.
Cinq jeunes recrues, accusées d’avoir pillé et agressé des civils belges, sont condamnées à mort par la cour martiale de l’unité. Il semble que les cinq jeunes hommes avaient essentiellement cherché à esquiver leurs corvées. Mais durant leur procès, ils avouent avoir subtilisé de la nourriture, des volailles et du jambon. La cour martiale les condamne alors à mort, ce qui paraît hors de proportions avec la gravité des infractions commises et déroge à ce qui est connu de la jurisprudence de la cour martiale de la LSSAH dans des cas similaires. Peiper fait exécuter la sentence le 28 mai 1944 et, une fois les cinq hommes fusillés, fait défiler les jeunes recrues devant les cadavres. Il semble que cette exécution eut un effet plutôt négatif sur le moral du régiment.
Le séjour dans le Limbourg belge est consacré essentiellement à l’entraînement, peu aisée en raison du manque de matériel et d’essence. Néanmoins, comme en temps de paix, une partie du temps d’entraînement est consacrée à des séances d’endoctrinement politique.

#### La bataille de Normandie

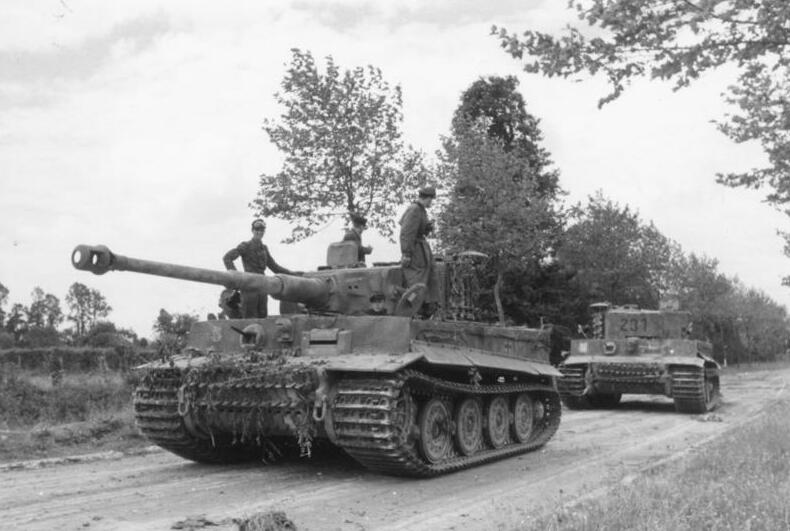
Chars Tiger I de la Leibstandarte près de Villers-Bocage (juin 1944).

Le débarquement de Normandie nécessite le retour de la division SS Adolf Hitler au front face aux Alliés. Le 17 juin, la division commence son déplacement vers la région de Caen. Mais certains détachements du régiment panzer restent en Belgique pour y attendre de nouveaux chars. Par ailleurs, le déplacement de la division est rendu très difficile par l'allocation du matériel ferroviaire à la déportation des Juifs hongrois vers les camps d’extermination, et aussi des attaques aériennes des Alliés sur le réseau ferroviaire. L’intégralité de la division n’atteint sa zone de rassemblement que le 6 juillet 1944.
Le 28 juin, le 1er régiment panzer SS, sous le commandement de Peiper, arrive sur le front et est engagé immédiatement. Comme toutes les autres unités allemandes du secteur, malgré quelques succès partiels, il doit livrer essentiellement une bataille défensive jusqu’au moment de la percée d’Avranches à la fin de juillet et au début d’août. Montée au front avec 19 618 hommes, la LSSAH perd un quart de son effectif et la totalité de ses chars. Comme la plupart des autres divisions de la Waffen-SS engagées en Normandie, elle perd son caractère opérationnel, et n'est d'ailleurs plus reprise, dans le tableau officiel des effectifs établi par l'OKW le 16 septembre 1944, sous la dénomination de division mais sous celle de Kampfgruppe.
Pour sa part, Peiper n’est plus aux commandes de son unité lors des contre-attaques dans le secteur d’Avranches. Souffrant d’une dépression nerveuse, il a été évacué discrètement vers un hôpital de campagne dans la région de Sées, à 70 kilomètres du front. Selon le diagnostic officiel, il souffre d’une jaunisse ; il est ensuite dirigé vers l’arrière pour aboutir début septembre 1944 dans un hôpital militaire de réserve proche du Tegernsee, en Haute-Bavière, non loin de sa résidence familiale, où il séjourne jusqu’au 7 octobre.

#### La bataille des Ardennes

##### L'objectif
L'automne 1944 est marqué par les combats sur la Westwall puis par l'offensive des Ardennes en décembre. Peiper « avait acquis durant ces années un considérable degré de maturité et son renom n'était plus à faire au sein de l'armée allemande ». Il a « été spécialement sélectionné par Adolf Hitler pour conduire la pointe avancée de la 1re division panzer SS. Sa route de marche avait aussi été choisie par le Führer, mais lorsque Peiper en prit connaissance, il la décrivit comme étant juste adaptée pour des vélos et non pour des tanks ». Remarque à laquelle le chef d'état-major de la 6e armée, Fritz Kraemer, répondit : « Peu importe ce que vous ferez et comment vous le ferez. Tout ce qu'on vous demande, c'est d'arriver à la Meuse le troisième jour, fût-ce même avec un seul panzer rescapé ». Son Kampfgruppe (groupement tactique), fortement armé, se voit assigner la mission de percer les lignes américaines et de se ruer vers la Meuse afin d'y établir une tête de pont.

##### Les retards
Dès le départ, les retards s'accumulent. D'une part, les troupes parachutistes chargées d'opérer la percée initiale perdent une journée à la réaliser et, d'autre part, la colonne motorisée de Peiper progresse lentement dans les embouteillages à l'arrière du front, ne lui permettant de mener des actions offensives que peu avant l'aube du 17 décembre. Bousculant les restes des premières lignes américaines, il s'empare rapidement de Honsfeld et de Bullange (Büllingen) où il met la main sur un petit dépôt d'essence allié. De là, il poursuit sa route sur l'itinéraire qui lui est assigné, dont il doit toutefois dévier peu avant d'atteindre Ligneuville car les chemins de traverse qui lui sont assignés se révèlent impraticables. Ce détour l'oblige à passer par le carrefour de Baugnez où son avant-garde se heurte à une colonne américaine d'observateurs d'artillerie, capturée puis massacrée après un bref engagement.
Poursuivant sur sa route, il franchit Ligneuville pour atteindre les hauteurs de Stavelot, sur la rive gauche de l'Amblève, à mi-chemin de son objectif, au soir du deuxième jour de l'offensive. Alors que la ville n'est défendue que par de maigres troupes alliées et pourrait être facilement prise le jour même, de façon incompréhensible, il tergiverse et reporte son assaut à l'aube du lendemain, perdant un temps précieux donnant aux Américains le temps de se réorganiser. Après de violents combats, son Kampfgruppe parvient à franchir dans la matinée du 18 décembre le pont sur l'Amblève et à poursuivre son avance vers Trois-Ponts où une mauvaise surprise l'attend.

##### L'échec

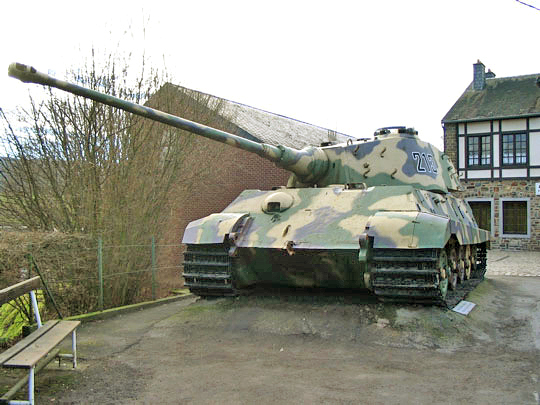
Panzerkampfwagen VI Königstiger du Kampfgruppe Peiper abandonné à La Gleize.

Les troupes américaines ont pu se ressaisir et faire sauter les ponts sur l'Amblève et la Salm, ponts qui devaient lui permettre de progresser par une voie directe vers son objectif la Meuse. Tout au long de la journée du 18, les troupes américaines du génie font sauter devant lui tous les ponts qu'il aurait pu utiliser pour gagner son objectif, l'enfermant ainsi dans la vallée encaissée de l'Amblève en aval de Trois-Ponts.
En outre, profitant du temps plus clair, plusieurs raids de chasseurs-bombardiers alliés attaquent sa colonne étirée sur près de vingt kilomètres, détruisant ou endommageant de nombreux véhicules de son groupement, tandis que des portions de son itinéraire sont rendues impraticables, compliquant et ralentissant encore sa progression. Pire encore, Peiper néglige d'assurer ses arrières, ce qui permet aux troupes américaines de reprendre et de détruire le pont sur l'Amblève à Stavelot, le coupant ainsi de la seule voie de ravitaillement possible pour les munitions et, surtout, l'essence dont il manque.
Il poursuit néanmoins son avance jusqu'à Stoumont avant d'être contraint par la résistance des troupes que les Américains ont pu déployer en travers de sa route, de se replier sur La Gleize où, à court de carburant, il contient six jours durant les contre-offensives américaines. Privé d'approvisionnement, sans contact avec les autres unités allemandes, il est contraint, le 24 décembre, de saboter ou abandonner ses véhicules et faire retraite à travers bois pour échapper à l'encerclement et la capture, avec seulement 800 combattants,.
Selon certaines sources, lors des briefings précédant l’opération, Peiper aurait clairement déclaré qu’il ne fallait pas faire de quartier, ni de prisonniers et ne manifester aucune pitié envers les civils belges.

#### Le massacre de Baugnez

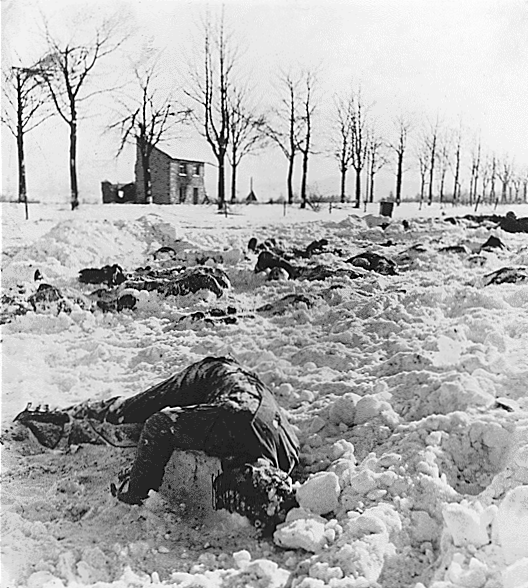
Les corps des victimes, enfouis sous la neige, sont retrouvés le 14 janvier 1945.

Le 17 décembre 1944, des unités du Kampfgruppe de Peiper massacrent 84 prisonniers de guerre américains au carrefour de Baugnez, non loin de Malmedy. Le massacre de Baugnez n'est pas un acte isolé. Avant celui-ci, à Honsfeld, des éléments de son groupe tuent de sang-froid plusieurs dizaines de prisonniers américains,. D'autres massacres de prisonniers de guerre américains sont rapportés à Bullange,, et à Wereth,,.
Après le massacre de Baugnez, de nouvelles exactions sur des prisonniers américains sont rapportées en divers endroits : des membres du Kampfgruppe tuent au moins huit autres prisonniers américains à Ligneuville, ; de nouveaux massacres de prisonniers sont perpétrés à Stavelot, Cheneux, La Gleize et Stoumont les 18, 19 et 20 décembre. Le 19 décembre 1944, dans la région comprise entre Stavelot et Trois-Ponts, alors que les Allemands tentent de reprendre le contrôle du pont sur l'Amblève à Stavelot, essentiel pour faire parvenir des renforts et l'approvisionnement au Kampfgruppe, les troupes de Peiper se livrent à de nouveaux massacres. Au total, le Kampfgruppe Peiper est responsable de la mort de 362 prisonniers de guerre et 111 civils, dont de nombreuses femmes et enfants,,,,.

#### La fin de la guerre
En janvier 1945, ses supérieurs ajoutent les glaives à sa croix de fer. Puis, de passage dans la région de Berlin, il voit pour la dernière fois, le 4 février, Heinrich Himmler, à son quartier général provisoire. Il se rend ensuite à l’école de Panzergrenadiere de Krhanice jusqu’au 4 février. De là, il rejoint son unité au sud-est de la région de Farnad. Son unité prend part à une contre-offensive en direction du lac Balaton, qui échoue, non sans que son unité enregistre à nouveau de lourdes pertes, en partie imputables à son style de commandement. Peiper y perd nombre de ses vieux compagnons d’armes.
Peiper est promu SS-Standartenführer le 20 avril[réf. souhaitée].
Comme les autres unités allemandes engagées en Hongrie, la division SS Leibstandarte Adolf Hitler, contrainte de se replier, combat en Autriche lorsque le 1er mai 1945, elle est informée de la mort de Hitler. Quelques jours plus tard, l’ordre est donné à toutes les unités de la Waffen-SS de faire retraite vers l’ouest. Le 8 mai, la division SS Adolf Hitler est informée de la capitulation et reçoit l’ordre de traverser l’Enns en direction de l’ouest pour se rendre aux troupes américaines.
En compagnie du SS Paul Guhl (en), Peiper cherche à échapper à la captivité. Il se dirige vers Rottach mais, le 28 mai 1945, il est capturé près de Schliersee, à moins de trente kilomètres de chez lui.
Activement recherché par les forces américaines pour son implication dans le massacre de Malmedy, il n'est localisé et identifié que le 21 août 1945 ; le lendemain, il est transféré au camp d’interrogatoires de la 3e armée américaine à Freising.

## L'après-guerre

### Interrogatoire et aveux de Peiper
À la suite de la capitulation des armées allemandes, les Américains recherchent dans divers camps de prisonniers les hommes du Kampfgruppe Peiper pour les faire comparaître devant un tribunal militaire. Ils sont accusés d'avoir « laissé une trainée de sang d'un bout à l'autre de leur chemin ». Les crimes de guerre au cours de la bataille des Ardennes sont imputés au Kampfgruppe Peiper. L'acte d'accusation collectif, pour les 74 accusés, présente la liste d'une dizaine de lieux où entre 538 et 749 militaires américains et 90 à 110 civils belges ont été tués. Peiper n'est pas accusé d'avoir personnellement perpétré ces meurtres, mais d'avoir été le donneur d'ordres. Pour ce qui est de l'accusation centrale, celle du meurtre de 74 ou 83 prisonniers au carrefour de Baugnez, il aurait, selon lui, appris le massacre le lendemain. Il se justifie en évoquant une « confusion » : ses hommes auraient inconsidérément tiré sur le groupe, pour stopper une tentative d'évasion.
Emprisonné à Freising, Joachim Peiper rencontre pour la première fois, le 25 août, un enquêteur américain, le lieutenant Guth. Peiper a donné une version de cette entrevue : le lieutenant Guth l'aurait informé de l'état de son dossier. Le rapport du major Hal D. McCown (en), qui fut son prisonnier, montrerait sous un jour favorable son comportement durant l'offensive des Ardennes ; mais l'opinion publique américaine exigerait un coupable du massacre et il serait considéré comme le responsable. Il pourrait cependant épargner ses hommes en reconnaissant être entièrement responsable des meurtres. Le lendemain, toujours selon Peiper, un autre officier, le capitaine Fenton, lui aurait annoncé de possibles poursuites contre ses hommes, s'il persistait dans son silence. L'officier SS aurait alors accepté de fournir un récit des évènements selon ses souvenirs.
Transféré au centre d'interrogatoire d'Oberursel pour sept semaines, il est confronté, sans résultat, avec les survivants américains. Puis, ce sont cinq semaines en isolement cellulaire au camp pour suspects de crimes de guerre de Zuffenhausen. L'officier interrogateur, le lieutenant Perl, lui aurait précisé qu'il est « l'homme le plus haï d'Amérique et que le public exigerait [sa] tête, [qu'une] malchance particulière résiderait dans le fait que, parmi les victimes du « carrefour », on avait trouvé le fils d'un sénateur et celui d'un industriel influent. Les pères en colère auraient fait beaucoup de bruit et mobilisé la presse. Ainsi, un « incident militaire » serait devenu un « incident politique » que l'on ne pouvait plus ignorer ». Peiper, selon lui, aurait accepté de reconnaître sa responsabilité dans les massacres, mais en posant des conditions : un notaire américain et un allemand devraient être témoins de l'engagement à garantir l'impunité de ses soldats, ce qui lui est refusé.
Il est enfin transféré à la prison de Schwäbisch-Hall pour trois mois d'interrogatoire et de confrontation. Dans les aveux des accusés, qui constituent les pièces maîtresses de l'accusation, les soldats et sous-officiers accusent les officiers d'avoir donné les ordres pour tuer les éventuels prisonniers et s'accusent mutuellement d'avoir procédé à ces exécutions, les officiers subalternes avouent que les ordres ont bien existé ; enfin, Peiper accepte la responsabilité des actes de ses subordonnés et avoue que les ordres venaient de lui.

### Le procès

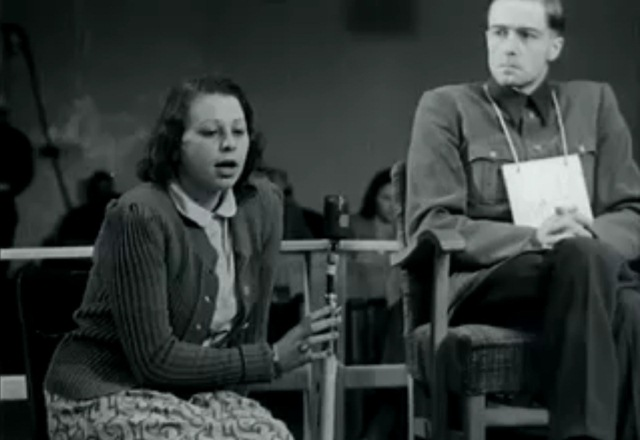
Peiper et une interprète pendant le procès de Dachau le 20 juin 1946.

Le procès a lieu à Dachau du 16 mai au 16 juillet 1946 : le statut de prisonniers de guerre des accusés avait été formellement abrogé le 9 mai. Les accusés comparaissent devant le tribunal militaire de Dachau, composé d’officiers américains de haut rang. Le tribunal fonctionne selon les règles instaurées précédemment par le tribunal militaire international jugeant les hauts dignitaires nazis à Nuremberg. Ce procès a en partie été filmé.
Les accusés sont au nombre de 74, les plus élevés en grade étant le SS-Oberstgruppenführer Sepp Dietrich, commandant de la 6e armée blindée SS, son chef d’état-major le SS-Brigadeführer Fritz Kraemer, le SS-Gruppenführer Hermann Priess, commandant du 1er corps blindé SS et Joachim Peiper, commandant du 1er régiment blindé SS, unité à laquelle sont imputés les faits incriminés.
L'accusation l'attaque sur le massacre de plus de trois cents prisonniers de guerre américains à différents endroits au cours de la bataille des Ardennes ainsi que le massacre d’une centaine de civils belges essentiellement dans les environs de Stavelot.[réf. nécessaire]

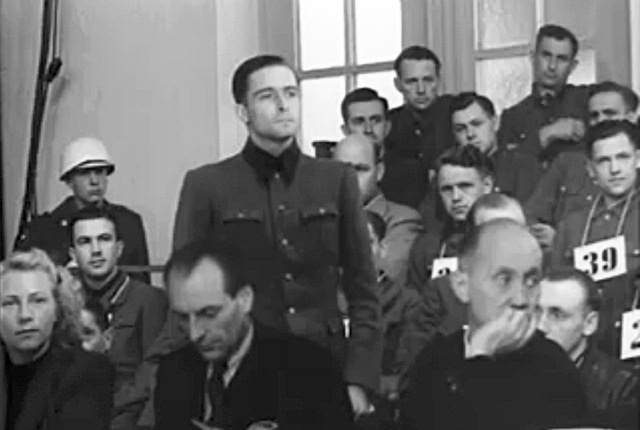
Peiper, debout au centre, pendant le procès (il porte une veste d’uniforme dont les insignes ont été retirés ou masqués).

À la barre des témoins — selon la procédure judiciaire américaine qui autorise ce type de témoignage — Peiper se rétracte, dénonçant, comme le font deux autres accusés, des aveux extorqués sous la contrainte. Le tribunal n'accorde cependant pas plus de valeur à ce témoignage qu'à celui du major Hal D. McCown (en) très favorable à l'accusé : avec une centaine d'hommes, ce dernier avait été le prisonnier de Peiper à La Gleize. Le colonel Rosenfeld, référent légal du tribunal, suggère que l'officier américain a quelque peu collaboré avec l'ennemi. L'avocat de la défense, le colonel Willis M. Everett, échoue à faire reconnaître l'irrégularité des enquêtes et du procès.

### Condamnation
Avec 42 autres coaccusés, Joachim Peiper est condamné à mort le 16 juillet 1946.
À la suite des actions successives, qui atteignent la Cour suprême des États-Unis, menées par Everett qui voit dans ce procès « la plus grosse farce imaginable », et à la médiatisation en Allemagne et aux États-Unis des accusations portées contre les enquêteurs et le tribunal américains, les peines sont suspendues. Le 20 mars 1948, le général Lucius D. Clay, faisant fonction de juge suprême, confirme la condamnation à mort de Peiper et celle de onze autres condamnés et ordonne l'exécution pour le 20 mai 1948.
Dans l'atmosphère de début de la Guerre froide, les autorités américaines sont enclines à la mansuétude envers les criminels nazis. Une campagne de réhabilitation, menée par le sénateur McCarthy et le secrétaire d'État aux armées Kenneth Royall, entraîne la suspension de l'exécution le 19 mai 1948. Le juge Simpson ayant, en septembre 1949, conseillé la commutation des peines capitales en peines de prison, le général Handy suit cette recommandation le 31 janvier 1951. En 1954, la peine de prison à perpétuité de Peiper est réduite à trente-cinq années. Après avoir passé quatre ans et demi dans le quartier des condamnés à mort, Joachim Peiper est le dernier des condamnés du procès à être libéré, le 22 décembre 1956.[réf. nécessaire]

### La version de Peiper
Le 5 juin 1948, dans le quartier des condamnés à mort de la prison de Landsberg, Joachim Peiper faisait une déposition sous serment, reprenant l'essentiel de son témoignage lors du procès. Il y décrit les sept mois d'incarcération et d'interrogatoires qui précèdent le procès dont les trois mois passés à Schwäbisch-Hall qui aboutirent à ses aveux. D'après Peiper, fin janvier 1946, le major Fenton lui aurait demandé de rédiger un résumé de sa défense et utilisé sa signature « pour tromper mes officiers, en leur lisant en même temps un texte imaginaire dans lequel je reconnaissais tous les crimes prétendus ».[réf. souhaitée]
Peiper prétend également, qu'après que la plupart de ses subordonnés eurent avoué, des menaces contre sa famille auraient été proférées. Confronté à ses officiers, il les présente comme des « hommes entièrement brisés » ; ainsi, son aide de camp, le capitaine Gruhle, qui confirme de manière précise l'existence d'un ordre du jour dont un article disait que des prisonniers devaient être fusillés dans des cas militaires de force majeure. Ces aveux de ses subordonnés mettent Peiper en situation difficile. Il déclare même : « Je commençais à douter de ma mémoire et j'eus le sentiment de me trouver dans le labyrinthe d'un asile d'aliénés. » Les dépositions écrites signées par les généraux Dietrich, Priess, Mohnke achèvent de le démoraliser : il voit s'effondrer l'idéal de « camaraderie » auquel il voulait encore croire. « À partir de ce moment, toute la suite m'était complètement indifférente. » Peiper met également en cause ses conditions d'internement : « On laissait ma cellule éclairée la nuit et on me dérobait le sommeil nécessaire par des dérangements systématiques […]. Sans compter le fait que je devais, comme officier prisonnier de guerre, porter les pantalons de prison rayés, toute la journée se passait en humiliations conscientes et organisées. » Peiper affirme aussi « avoir été, à son arrivée, le 3 décembre, placé dans une prétendue cellule de condamné à mort, non chauffée », où il resta une semaine « dépouillé de ses effets personnels et de ses vêtements ». « Suite à une plainte introduite auprès du lieutenant-colonel Ellis, [il fut] transféré dans une cellule de l'hôpital […] lorsque les symptômes d'un début de pneumonie apparurent ». Il finit ainsi : « Durant le trajet qui me conduisait aux interrogatoires, on me passait un capuchon sur la tête. Ces bonnets […] étaient intérieurement souillés de sang coagulé et répandaient une odeur nauséabonde ».[réf. souhaitée]

### Libération et retour à la vie civile
Les réseaux d’entraide des anciens SS qui avaient aidé l’épouse de Peiper à trouver un emploi à proximité de Landsberg œuvrent à la mise en liberté conditionnelle de Peiper. Pour en bénéficier, il doit pouvoir prouver qu’il aura un emploi lors de sa mise en liberté : à l’initiative du Dr Albert Prinzing, ancien capitaine SS des services de renseignement nazis, devenu depuis la guerre cadre chez Porsche A.G., Peiper se voit offrir un emploi dans cette société. Le 22 décembre 1956, il quitte la prison.
Le 17 janvier 1957 il commence à travailler chez Porsche à Stuttgart, dans la division technique ; il représente ensuite la firme dans des expositions automobiles, puis se voit confier le développement des exportations de voitures vers les États-Unis. Toutefois, sa condamnation comme criminel de guerre constitue un frein pour cette activité puisqu’elle l’empêche d’obtenir un visa pour les États-Unis,.
Au fil du temps il gravit des échelons dans l’entreprise, mais son ambition l’amène à entrer en conflit avec d’autres employés. L’intervention de Ferry Porsche lui-même, qui lui promet une position managériale mais est désavoué par la composante syndicale du conseil d’entreprise, hostile à la nomination à des postes de direction de personnes condamnées pour crimes de guerre, ne parvient pas à désamorcer le conflit. À la suite des réactions véhémentes de Peiper, l’administration de la compagnie et le conseil d’entreprise se mettent d’accord pour le licencier parce qu'il nuit à la bonne atmosphère de l’entreprise et que son passé de criminel de guerre constitue un frein aux ventes sur le plus grand marché de Porsche, les États-Unis. Peiper engage le 30 décembre 1960 un procès contre son employeur pour obtenir ce qui lui avait été promis. Dans un document adressé au tribunal du travail de Stuttgart l’avocat de Peiper affirme que celui-ci n’est pas un criminel de guerre, qu’après la guerre les Alliés ont utilisé les procès intentés aux prétendus criminels de guerre pour diffamer le peuple allemand et que le procès de Nuremberg, comme celui du massacre de Malmedy, ne sont que pure propagande ; s’inspirant des documents publiés par l’historienne d’extrême droite Freda Utley (en), il invoque le fait que les condamnés au procès du massacre de Malmedy auraient été torturés par les Américains. À la demande de la cour, Peiper et Porsche concluent un accord aux termes duquel il est mis un terme au contrat de Peiper avec Porsche moyennant une indemnité de rupture équivalent à six mois de salaire. Le magazine Der Freiwillige (de), organe des vétérans de la SS, ne manque pas cette occasion d’évoquer le héros de guerre « injustement condamné » pour crimes de guerre.
Sans emploi, Peiper se décide à s’établir comme formateur à la vente de voitures, grâce à son réseau de contacts dans les anciens de la SS, qui le met en contact avec Max Moritz, un ancien mécanicien SS, devenu concessionnaire Volkswagen pour l’Allemagne.
À dater de sa libération, Peiper entretient de nombreux, mais discrets, contacts avec ses anciens compagnons de la SS. Il évite clairement de s’affilier à la HIAG ou à l’ordre des porteurs de la croix de chevalier, mais il s’affiche souvent en leur compagnie, notamment lors des obsèques de personnages comme Kurt Panzer Meyer, Sepp Dietrich ou Paul Hausser. Il s’engage dans l’entreprise initiée par ces organisations pour réhabiliter les Waffen-SS tout en oblitérant les aspects peu reluisants de leur passé, exaltant leurs actions militaires et tentant de faire passer l'idée que les SS étaient des soldats « comme les autres ». Selon Westemeier, Peiper aurait déclaré à un ami : « je pense personnellement que toute tentative de réhabilitation au cours de notre vie est irréaliste, mais on peut en réunir des conditions ».
Au début des années 1960, la perception des crimes nazis dans l’opinion publique se met à évoluer. Le redressement économique allemand ne permet plus aux ex-criminels de se dissimuler, et occuper une position en vue dans la société peut susciter des questions embarrassantes que des gens comme Peiper préfèrent éviter. Le procès d’Eichmann et celui d’Auschwitz, de 1963 à 1965, très médiatisés en Allemagne fédérale, jettent une nouvelle lumière sur cette période. Les poursuites sont désormais menées par des tribunaux allemands et non plus par des tribunaux alliés. Par ailleurs, la prescription des poursuites pour les crimes nazis est à plusieurs reprises reportée. En définitive, ces crimes sont déclarés imprescriptibles en 1979.
Le 23 juin 1964 deux Italiens portent plainte contre Peiper auprès de l'agence centrale pour la poursuite des crimes nazis à Ludwigsburg, en raison du massacre de Boves. Les plaignants sont représentés par Robert W. Klempner, membre du conseil américain des procureurs lors du procès de Nuremberg. Les enquêtes menées par le ministère public de Stuttgart se révèlent bientôt fort embarrassantes pour Peiper puisqu’il est accusé de l’arrestation de juifs à Borgo San Dalmazzo et de la déportation de juifs en Italie du nord. Ces accusations sont en outre soutenues par Simon Wiesenthal. Toutefois, tant Klempner que Wiesenthal ne réussissent pas à apporter les preuves réclamées par le ministère public, et les poursuites sont abandonnées en 1967 faute de preuves suffisantes.
Peiper, à nouveau exposé à son passé, est appelé comme témoin à charge au procès de Werner Best. À cette occasion, il lui est impossible de nier son passé au contact de Himmler, mais il parvient à éviter toute implication directe dans des crimes nazis en prétendant que sa mémoire est défaillante.
Sur le plan professionnel, il est devenu en 1969 correspondant free-lance du magazine Auto, Moto und Sport. En 1972 il décide de s’établir à Traves (Haute-Saône) où il a une propriété de vacances. À cette époque il est traducteur indépendant pour l’éditeur Stuttgarter Motorbuch-Verlag et, sous le pseudonyme de Rainer Buschmann, il traduit de l'anglais vers l'allemand des ouvrages consacrés à l’histoire militaire.

### Les dernières années
À la retraite en 1972, Peiper décide de s'installer avec sa femme en France, un pays où il n'est pas poursuivi pour ses activités pendant la guerre. Il s'installe près de l'Allemagne, dans une région qu'il a déjà connue comme soldat et dont il a apprécié le cadre de vie : Traves (Haute-Saône), au lieu-dit « Le Renfort ». Il est aidé par un ancien soldat allemand également son ami, Kettelhut, son futur voisin, avec qui il a servi dans la même division.
Peiper achète un terrain et y fait construire sa maison. Il y mène une vie discrète, peu bavard et inscrit sur liste rouge téléphonique. Seuls ses chiens lui valent des ennuis à cause des aboiements : plusieurs plaintes sont même déposées. Il lui arrive de recevoir des groupes d'Allemands. Ιl se rend alors sur une hauteur derrière l'église et décrit ce qui s'y est passé pendant la guerre. Les Renseignements généraux français affirment avoir ignoré même sa présence.
Le 11 juin 1974, Peiper se rend dans un magasin de Vesoul pour acheter du grillage dans le but de construire un chenil pour ses chiens. Le vendeur qui le reçoit n'est autre que Paul Cacheux, un ancien résistant communiste de la région, qui a parcouru le livre brun allemand (qui recense les crimes de guerre allemands) la semaine précédente, et il se souvient qu'il est question page 101 d'un certain Peiper responsable des massacres de Malmedy (71 Américains assassinés) et Boves (un « Oradour » italien où une quarantaine de personnes ont été assassinées et le village brûlé)… Paul Cacheux parle allemand, Peiper a un fort accent, et Cacheux fait tout de suite le rapprochement ; et quand il pose la question à Peiper : « Vous êtes bien Joachim Peiper ? », celui-ci devient blême… Cacheux est certain d'avoir vu juste. L'homme est grand, il a la soixantaine, or le Peiper du livre mesure 1,85 m et est né en 1915. Mais Cacheux, déstabilisé par les remarques de son entourage, attend le printemps 1976 pour contacter un journaliste de L'Humanité, Pierre Durant. Ce dernier se rend à Berlin et confirme l'identité de l'homme. Westemeier affirme que c'est un historien, à l’occasion d’une enquête dans les archives de la Stasi, qui tombe sur le dossier Peiper et révèle le « pot aux roses ».
Le 20 juin au soir, des militants communistes font des graffitis et du porte-à-porte dans Traves pour dénoncer la présence du criminel de guerre dans la ville. Le 21, un tract est distribué dans le même esprit. Le lendemain (22 juin), un article du journal L'Humanité interpelle les autorités publiques : « mais que fait le Préfet pour faire cesser cette présence scandaleuse ? ». Peiper est en plus accusé de faire partie d'un réseau secret d'entraide d'anciens SS. S'ensuit une campagne médiatique nationale, et Peiper reçoit des lettres de menaces. Sa femme rentre en Allemagne. Les autorités politiques, sous la pression médiatique, et négociant avec la Fédération nationale des déportés et internés résistants et patriotes (FNDIRP) désireuse d'intenter un procès, envisagent de ne pas renouveler son permis de séjour, le maire de Traves ayant donné un avis défavorable.
Début juillet 1976, quelques jours avant l'incendie de sa maison, Peiper est interviewé par des journalistes de Paris Match : « Nous avons vu Joachim Peiper, sa femme, sa fille, son gendre et sa petite-fille Katia, très grand, en pantalon clair et chemise légère, les cheveux courts, mais blancs, bronzé, il s'approche méfiant ». « J'ai payé, dit-il. Je n'ai rien à dire, j'ai payé ! Si quelqu'un a quelque chose à me reprocher, ce sont les autorités ». Dans un français correct, bien qu'avec un fort accent, il nous dit sa lassitude. Et une phrase terrible : « Si je suis ici, c'est parce qu'en 1940 les Français n'avaient pas de courage… » […] Il ajoute : « On a menacé de brûler ma maison ».
Le 13 juillet, Peiper et Kettelhut, à la suite des menaces reçues, décident de veiller, mais vers 23 h 30 la garde des gendarmes s'achève alors que Kettelhut prend un somnifère et s'endort. Entre 23 h 30 et 1 h du matin, au moins huit coups de feu retentissent et un incendie ravage la maison de Peiper. Les pompiers arrivent mais sont peu efficaces : la pompe est en panne. Le 14 juillet vers 1 h du matin, on retrouve un cadavre carbonisé, officiellement considéré comme celui de Peiper, sans aucune possibilité d'identification formelle. Tout le village est auditionné ; le voisin Kettelhut n'a rien vu, rien entendu. Un seul suspect, vite abandonné, est désigné : Riquette, le cafetier de Vesoul. Officiellement, des hommes du village, armés, auraient attaqué la maison de Peiper après 23 h 30, ce dernier se serait défendu avec ses armes à feu et aurait eu le temps de brûler des documents gênants avant d'être carbonisé dans sa maison, enflammée par du mazout ; des chiens blessés seront retrouvés quelques kilomètres plus loin. L'hypothèse est émise que le reste calciné est celui d'un chien ; Peiper aurait monté la scène de toutes pièces (d'où un cocktail Molotov inutilisé retrouvé sur la scène) ; il serait ensuite parti par un trou dans les barbelés, itinéraire que retrace le chien flaireur des gendarmes,. Le 7 mai 1977, les experts défendent l'idée que rien ne prouve que le corps est celui de Peiper mais que rien ne s'y oppose non plus.

### Après sa mort: l'affaire Peiper
Le cadavre carbonisé, d'une longueur de 80 cm en l'état, ne peut être formellement identifié, ce qui alimente des rumeurs sur l'authenticité du cadavre et l'origine réelle de l'incendie. C'est le point de départ de « l'affaire Peiper ». Selon la version officielle, Peiper est mort dans sa maison cette nuit-là. Il est établi que de l'essence a été retrouvée à l'intérieur de la maison.
Un « Groupe Peiper » se constitue, décide de venger le SS et envoie des menaces de mort (par courrier et téléphone) au militant communiste de Vesoul qui a reconnu Peiper la première fois, Paul Cacheux, à l'Union des syndicats de Vesoul dont les locaux sont plastiqués, au MRAP, à la CGT et au village de Traves tout entier.
Concernant les crimes de l'officier SS, son petit-fils Konstantin Peiper regrette que sa famille « ne s’est jamais tournée vers la vérité, qui était pourtant facilement disponible et étayée de manière scientifique et historique et qui aurait pu nous réconcilier avec Joachim Peiper ». Il estime que la vérité est réparatrice, y compris sur les circonstances du meurtre de son grand-père, car il rejette les théories sur sa survie. Il confie : « J’ai aujourd’hui réussi à trouver une manière de vivre avec mon grand-père, sans me laisser trop atteindre. ».